# Вогау

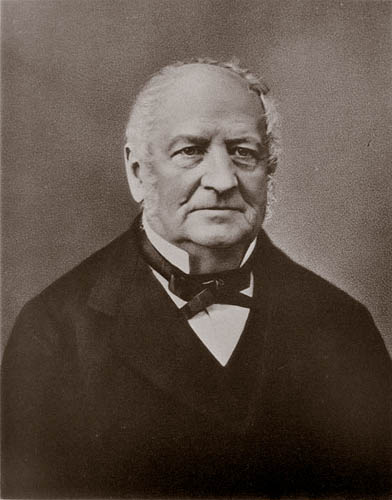
Максиміліан фон Вогау, 1880

Вога'у (Wogau) — родина німецьких підприємців у Російській імперії XIX століттяа.
Початок династії поклав Максиміліан (Максим) фон Вогау (1807-1890), приїхавши з Німеччини в Росію і одружившись з дочкою текстильного фабриканта Рабенека.  В 1840 році спільно з братами Карлом (1821-1870) і Фрідрихом (1814-1848) відкривають у Москві торгівлю «хімічними й колоніальними товарами».
Зробивши статки на продажі чаю, брати інвестували в промисловість і банківську справу.
До 1917 року сімейне підприємство, «Вогау й До», очолюване сином засновника Гуго (1849-1923), представляло найбільший многопрофільный концерн.
Родина Вогау володіла металургійними підприємствами на Уралі, монопольно торгувала міддю, інвестувала в цементний, цукровий, текстильний, вугільний бізнес.
На початку Першої світової війни фірма згортає діяльність у Росії, оскільки 5 із 8 членів правління є німецькими підданими.
Залишився в СРСР син останнього керівника фірми, професор, великий радіотехнік, Максим Марк Вогау (1895-1938). Розстріляний «за шпигунство на користь Німеччини».

## Найбільший статок
Станом на 1914 рік статок  династії Вогау оцінювався в 41 млн золотих рублів. Вогау входять у десятку найбагатших росіян початку XX століття (за версією "Форбс").

## Відомі представники династії
- Максиміліан фон Вогау (1807-1880)
- Фрідрих Вогау (1814-1848)
- Карл Вогау (1821-1870)
- Гуго Вогау (1849-1923)
- Отто Максимович Вогау - директор Товариства ситцевої мануфактури Альберта Гюбнера, член ради Московського торговельного банку, член правління страхового суспільства «Якір», голова правління товариства пивоварного заводу «О.Вогау» у Самарканді, директор правління Товариства Грибановского цукробурякового заводу. 1884 р.  [Архівовано 12 березня 2007 у Wayback Machine.]
- Максим Марк Вогау (1895-1938)

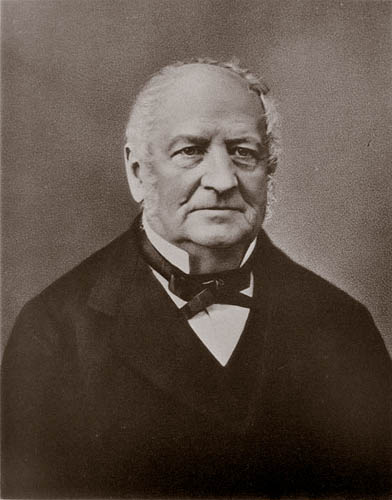
Максимилиан фон Вогау, 1880
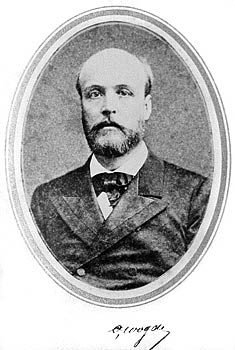
Отто Максимович Вогау, 1884